# Mexicaltzingo
Mexicaltzingo é um município do estado de México, no México.